# Archastes
Archastes is een geslacht van kevers uit de familie van de loopkevers (Carabidae). De wetenschappelijke naam van het geslacht is voor het eerst geldig gepubliceerd in 1935 door Jedlicka.

## Soorten
Het geslacht Archastes omvat de volgende soorten:
- Archastes altitudinis Ledoux et Roux, 1996
- Archastes anonymus Ledoux et Roux, 1995
- Archastes berezowskii Shilenkov, 1984
- Archastes boulbeni Ledoux et Roux, 1998
- Archastes cenobitus Ledoux et Roux, 1999
- Archastes deuvei Ledoux & Roux, 1989
- Archastes explanatus Ledoux et Roux, 1995
- Archastes gansuensis Ledoux et Roux, 1998
- Archastes glaber Ledoux et Roux, 1995
- Archastes haeckeli Farkac, 1995
- Archastes incidatus Ledoux et Roux, 1995
- Archastes janfarkaci Ledoux et Roux, 1997
- Archastes microporus Ledoux & Roux, 1998
- Archastes nigrescens Ledoux et Roux, 1995
- Archastes orbiculatus Ledoux et Roux, 1998
- Archastes purkynei Jedlicka, 1946
- Archastes setiferus Shilenkov, 1984
- Archastes solitarius Ledoux et Roux, 1999
- Archastes sterbai Jedlicka, 1935
- Archastes subquadratus Ledoux et Roux, 1998
- Archastes thierryi Ledoux et Roux, 1995
- Archastes triangulus Ledoux et Roux, 1995
- Archastes tronqueti Ledoux et Roux, 1995
- Archastes yuae Ledoux et Roux, 1995